# Nora Bustamante Luciani
Nora Bustamante Luciani (Maracaibo, Venezuela, 24 de abril de 1924–Caracas, Venezuela; 9 de noviembre de 2012) fue una historiadora, médico, escritora e intelectual venezolana, y la primera mujer presidente de la Asociación Venezolana de la Historia de la Medicina. Durante 16 años fue directora del Archivo Histórico de Miraflores, dependencia del Palacio Presidencial que resguarda la historia de los presidentes de Venezuela.

## Datos biográficos
Nora Bustamante nació en la ciudad de Maracaibo, Estado Zulia, el 24 de abril de 1924. Venezuela era entonces un país atrasado, gobernado por la dictadura de Juan Vicente Gómez. Había cárceles llenas de presos políticos y el sistema sanitario era muy deficiente. Narrados por sus protagonistas, escuchó desde la cuna relatos inéditos de acontecimientos históricos del país y detalles de la más avanzada medicina. Su abuelo paterno fue el médico y político zuliano Francisco Eugenio Bustamante, iniciador de la cirugía abdominal en Venezuela, y su bisabuela Concepción Urdaneta, prima del General Rafael Urdaneta.
Por línea materna era sobrina de la historiadora zuliana Lucila Luciani de Pérez Díaz, primera mujer en ocupar un sillón en la Academia Nacional de la Historia de Venezuela, y del médico zuliano Domingo Luciani, primer presidente de la Asociación Venezolana de Cirugía. Fue en consecuencia médico a los 22 años y dedicó toda su vida a la investigación histórica. En el libro Centenario de la Academia Nacional de Medicina apareció uno de sus trabajos que refleja particularmente esta faceta: “Historia médico-sanitaria en Venezuela entre 1936 y 1945”.

## Formación y primeros pasos

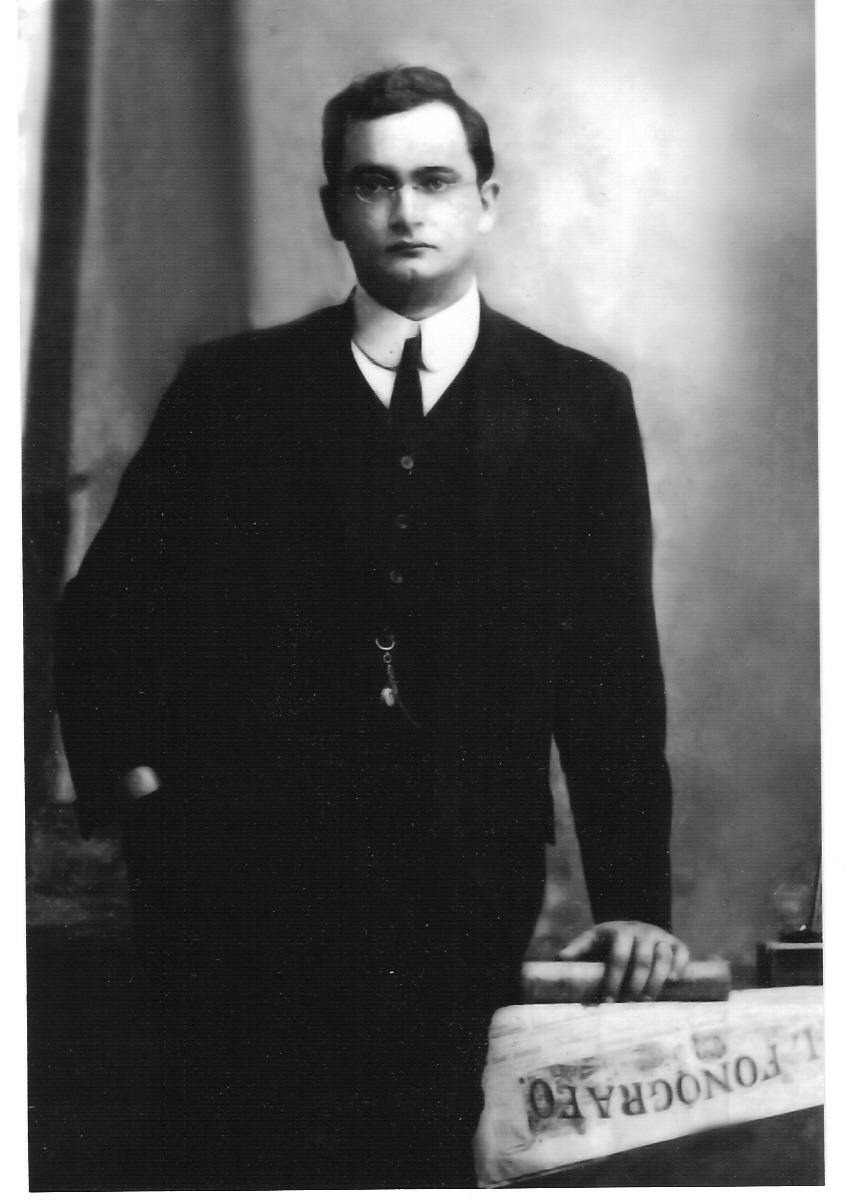
Eduardo López Bustamante, fuente de inspiración de Nora Bustamante Luciani

Nora Bustamante fue una apasionada lectora desde niña y atribuía su inspiración a las visitas que durante su adolescencia realizaba en Maracaibo, a la casa de un primo de su padre, el Eduardo López Bustamante, donde escuchaba las tertulias del intelectual marabino. En Maracaibo Cursó la educación primaria y el bachillerato y en 1946 se graduó de médico en Caracas, en la Universidad Central de Venezuela. El hecho de mayor impacto en su juventud lo constituyó el derrocamiento del presidente Isaías Medina Angarita, a quien percibía como figura esperanzadora, de perfil civilista. Escribiría más de 70 artículos sobre Medina y publicaría dos libros sobre su gobierno.
Trabajó como médico en plena era del oro negro, cuando las empresas petroleras transnacionales poseían en el Estado Zulia grandes campamentos. En 1946 se incorporó al servicio de la Venezuelan Oil Concesions en el Municipio Lagunillas (Zulia), convirtiéndose en la primera mujer médico en funciones en un campo petrolero venezolano. Su interés por la zona se reflejaba ya en su tesis doctoral, “Condiciones médico-asistenciales sociales del Municipio Lagunillas, Estado Zulia”. Allí en Lagunillas ejerce la medicina hasta el año 1948, cuando se residencia de nuevo en Maracaibo y se dedica de lleno al trabajo humanístico.

## Círculos literarios
Nora Bustamante fundó sólidos círculos literarios en diferentes regiones de Venezuela. Estableció como norma la preferencia de autores venezolanos y un balance entre los géneros novela, cuento, ensayo y poesía. En 1965 fundó en Maracaibo el grupo literario “Semana”, que durante ocho años dirigió personalmente.
En 1973 fundó en Caracas el primer círculo de lectura creado en la capital, “Visión”, hoy en día Club de Lectura “Nora Bustamante Luciani”, rebautizado así tras su muerte y en 1993 fundó un tercer grupo en san Cristóbal, el Club de Lectura “Ilia Rivas de Pacheco”.

## Historiadora académica

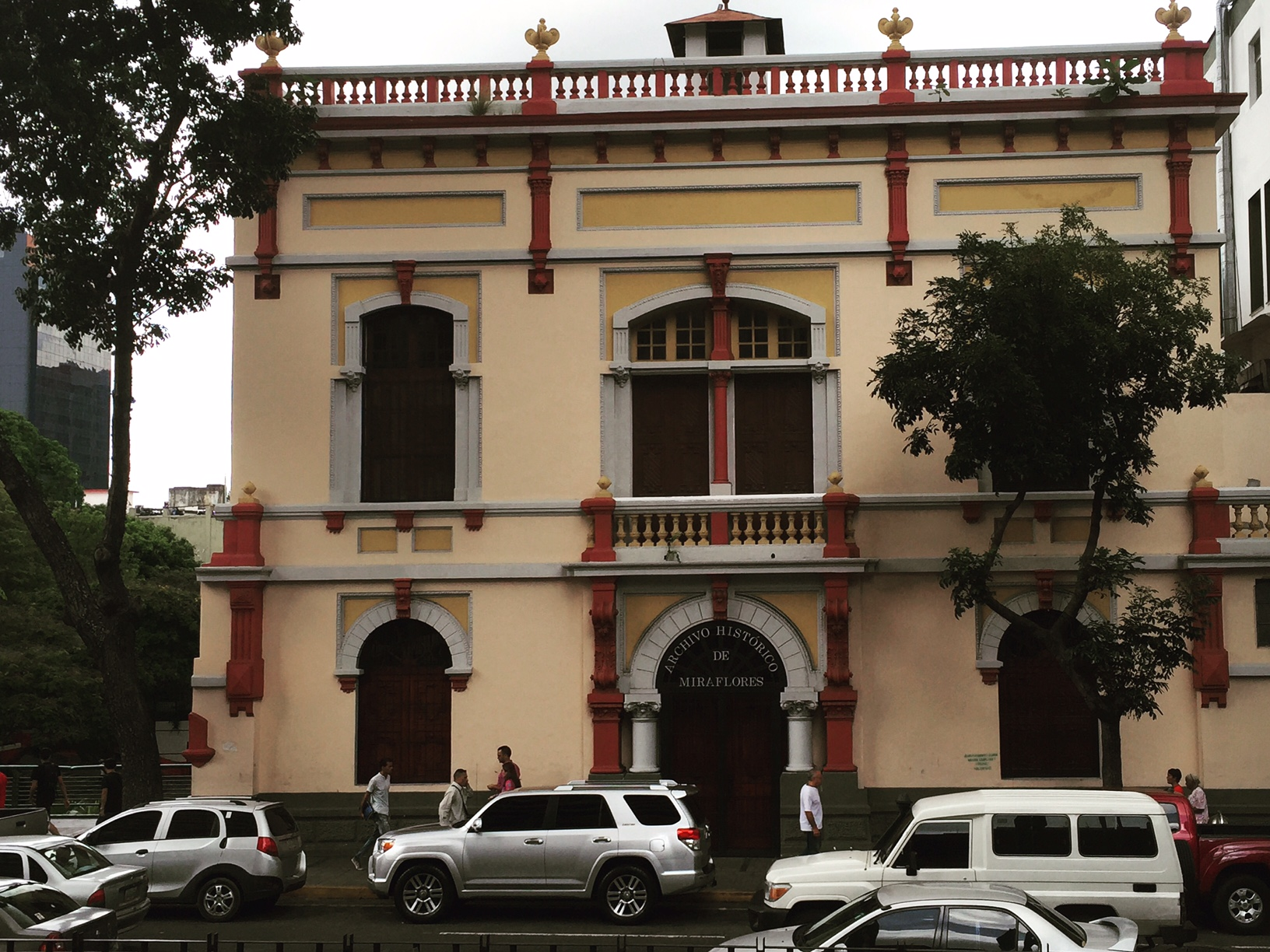
Archivo Histórico de Miraflores

En 1979 Nora Bustamante es nombrada directora del Archivo Histórico del Palacio de Miraflores, cargo que ejerció durante 16 años. Trabajó particularmente en la organización del Boletín de la entidad, completando por primera vez un índice del mismo, que constituye un hito en Venezuela en materia de archivología. En dos tomos dejó publicada la obra “Índice de los primeros cien números del Boletín del Archivo Histórico de Miraflores”.
Fue miembro, Individuo de Número, de la Sociedad Venezolana de Historia de la Medicina durante 17 años. Allí conjugó sus conocimientos de medicina e historia, en incontables escritos sobre ilustres médicos venezolanos, y en 1995 fue presidenta de la institución. Se convertía así en la primera mujer en ejercer el cargo.

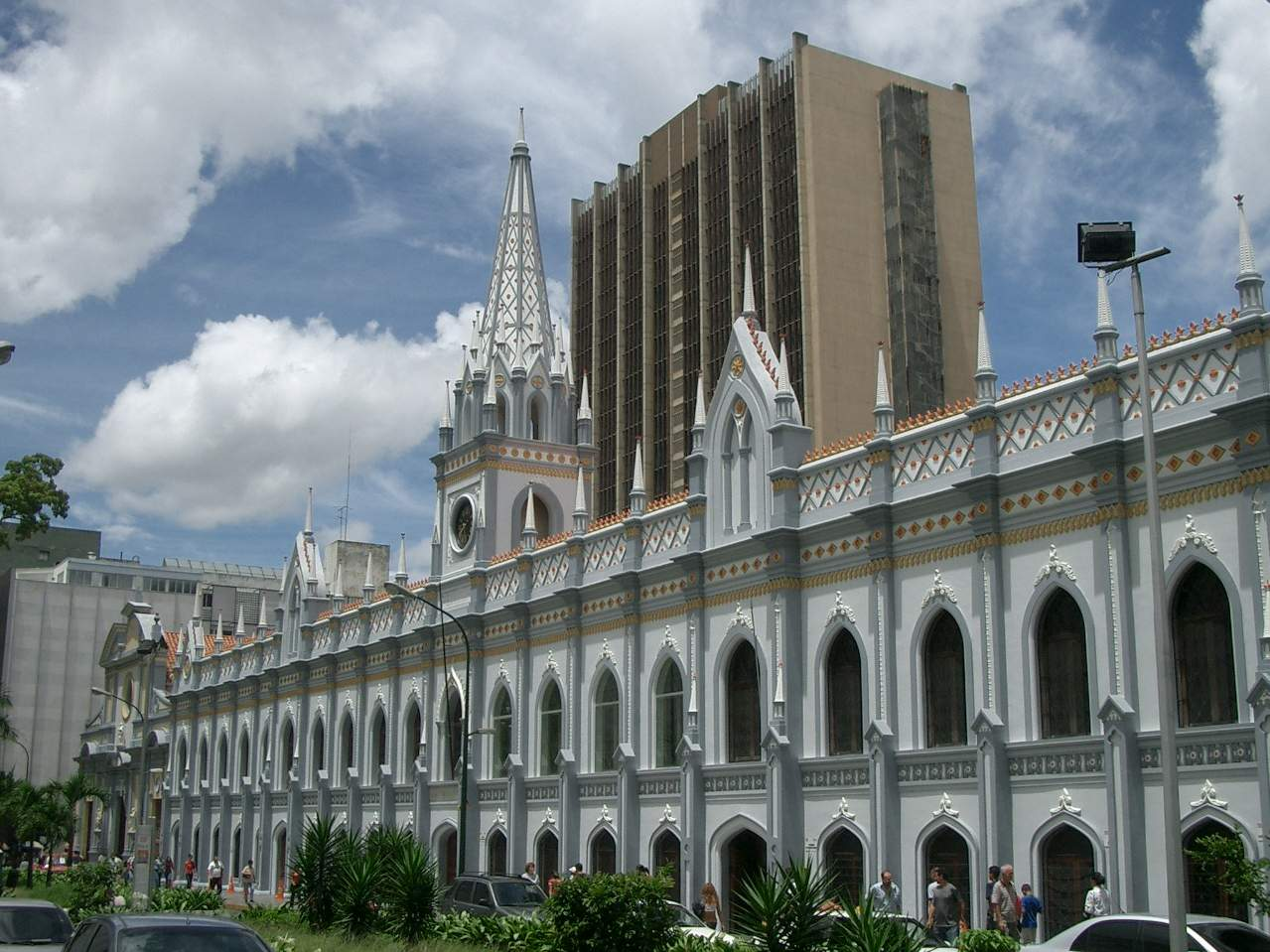
Palacio de las Academias en Caracas, Venezuela

Fue miembro de la Academia Nacional de la Historia de Venezuela, de la Comisión Técnica Asesora del Archivo General de la Nación, de la Comisión Asesora de la directiva de los Archivos Judiciales de Venezuela y de la Comisión para la elaboración la Ley de Archivos del país. Fue además docente en la Universidad Central de Venezuela, donde se desempeñó por más de diez años como profesora de la Escuela de Archivología y Bibliotecología. Destacó como panelista en foros nacionales e internacionales, en materia de Historia de Venezuela, Historia de la Medicina y Archivología, y fue una articulista y conferencista prolífera.